# Grigio di Payne
Il grigio di Payne é una tonalità scura di grigio tendente al bluastro, questo colore viene usato in pittura.
Il colore è ottenuto da una miscela di blu (blu oltremare e ftalocianina) nonché di nero.
Il colore prende il nome da William Payne, che ha inventato questa tonalità di colore degli acquerelli nel XVIII secolo.